# Relations entre la Colombie et l'Irlande
Les relations entre la Colombie et l'Irlande sont des relations internationales s'exerçant entre la Colombie et l'Irlande. Les Irlandais ont une longue relation avec la Colombie, qui remonte à la participation de volontaires irlandais aux guerres d'indépendance hispano-américaines (1808-1833).

## Indépendance colombienne
Les volontaires irlandais ont joué un rôle central dans les guerres au cours desquelles la Colombie a obtenu son indépendance de l'Espagne. Entre 1 000 et 2 000 volontaires irlandais dirigés par des irlandais tels que William Aylmer, Francisco Burdett O'Connor et James Towers English ont participé à cette lutte. Le chef irlandais James Rooke a dirigé ses légions britanniques aux côtés de l'armée de Simon Bolivar dans sa marche épique depuis l'est du Venezuela à travers les plaines et jusqu'aux Andes, où les troupes irlandaises ont joué un rôle clé dans la bataille du Pantano de Vargas et la bataille décisive de Boyacá qui a suivi. Lorsqu'on lui a offert des lauriers après la victoire de Boyacá, Bolívar a attribué cette victoire aux volontaires anglais et irlandais, déclarant que "ces soldats libérateurs sont les hommes qui méritent ces lauriers". Lors des bouleversements qui ont suivi en Colombie dans les années 1820, des Irlandais tels que Daniel Florence O'Leary, Arthur Sandes et John Johnston figuraient parmi les officiers les plus fidèles de Bolívar. Des descendants de ces volontaires irlandais vivent encore aujourd'hui en Colombie.

## Légion de Marie
Dans une autre forme de relation, le mouvement laïc catholique de la  Légion de Marie fondé à Dublin, en Irlande, par le laïc Frank Duff a envoyé Seamus Grace et Alphie Lamb à Bogotá en 1953 pour étendre leur mission en Colombie. Seamus Grace et Alphie Lamb ont établi des praesidia de la Légion dans tout le pays. La Légion a été bien accueillie en Colombie, en particulier par les pauvres, et a ramené de nombreuses personnes à la foi catholique, avant de s'étendre à d'autres régions d'Amérique du Sud,.

## LesColombia Three
En 2001, la police colombienne, agissant sur la base d'informations des autorités britanniques, a arrêté trois irlandais à Bogota, alléguant qu'ils étaient membres de l'Armée républicaine irlandaise provisoire (IRA) et qu'ils avaient entraîné des membres des Forces armées révolutionnaires de Colombie (FARC), un mouvement de guérilla révolutionnaire en Colombie. En 2005, les "Colombia Three", comme on les appelait en Irlande, ont pu s'enfuir en Irlande en attendant de faire appel. Il n'existe pas de traité d'extradition entre l'Irlande et la Colombie. L'Irlande n'a pris aucune mesure pour extrader les hommes vers la Colombie,,.

## Relations formelles

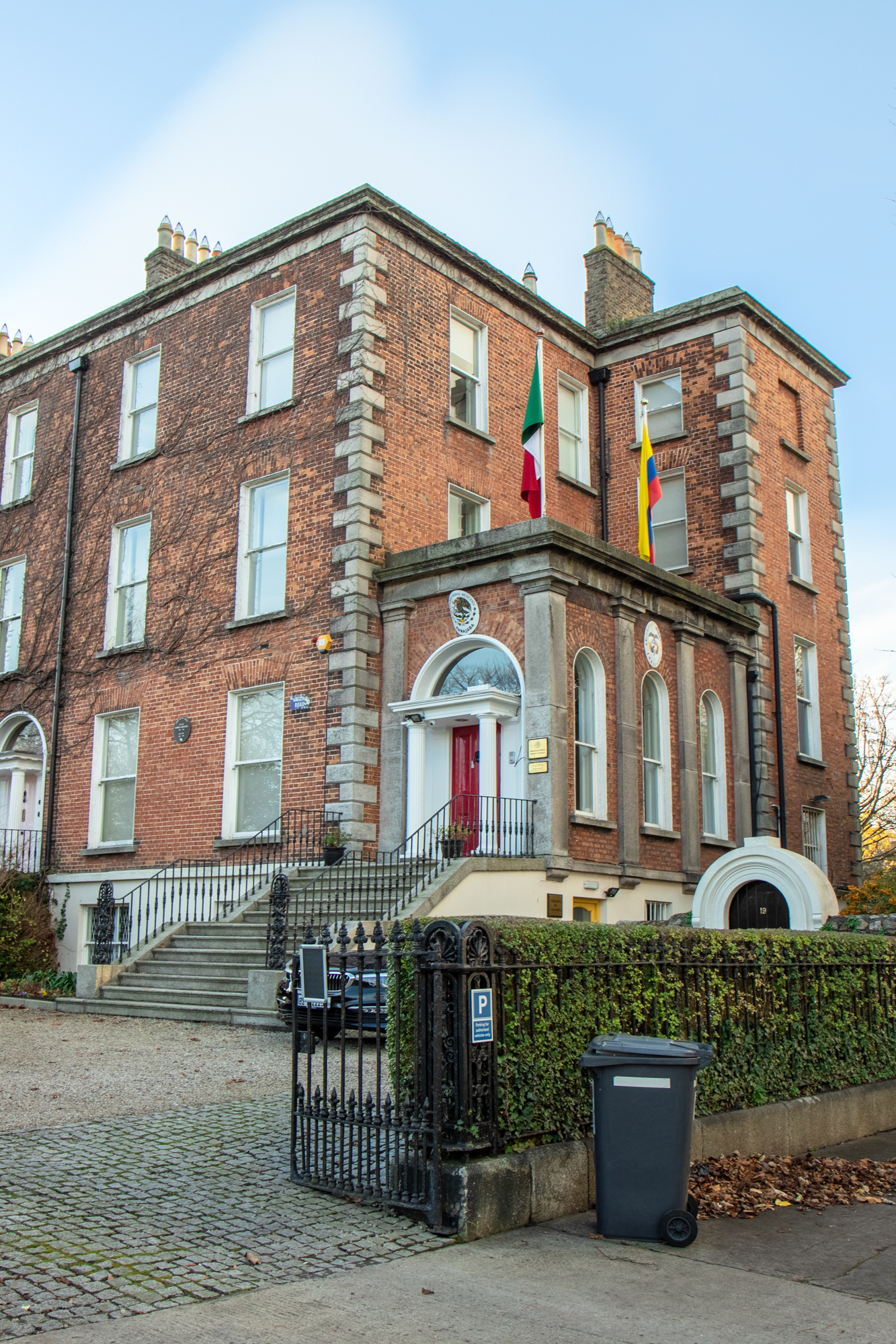
L'Ambassade de Colombie à Dublin.

L'Irlande a établi des relations diplomatiques avec la Colombie le 10 novembre 1999. En février 2017, le président irlandais Michael D. Higgins a effectué une visite officielle en Colombie, le premier chef d'État irlandais à se rendre dans le pays. Au cours de sa visite, le président Michael D. Higgins a visité un camp de l'armée rebelle des FARC dans une zone entièrement démobilisée et a serré la main du commandant principal des FARC, le pasteur Alape, et s'est entretenu avec lui à son arrivée. Le président Michael D. Higgins s'est également engagé à verser 3 millions d'euros au cours des cinq prochaines années pour soutenir le processus de vérité et de réconciliation en Colombie.

## Missions diplomatiques résidentes
- La Colombie a une ambassade à Dublin[11].
- L'Irlande a une ambassade à Bogotá[12].